# Milan Blažeković
Milan Blažeković (6 juillet 1940 à Zagreb - 30 mai 2019) est un animateur et réalisateur de films d'animation croate.
Il est surtout connu pour avoir réalisé le film d'animation Lapitch, le petit cordonnier.

## Biographie
Milan Blažeković est né à Zagreb le 6 juillet 1940.
Pendant ses études au lycée, il a collaboré au journal Kerempuh. Après avoir obtenu son diplôme d'études secondaires, il commence sa carrière en 1958 au studio Zagreb Film en tant que encreur, et au fil des ans, il devient dessinateur en chef et chef-animateur. Il travaille sur plusieurs films du studios et la série Inspector Maska.
Au fil des ans, il réalise un nombre impressionnant de courts-métrages d'animation. La Danse du gorille est son premier court-métrage en 1968. En 1978, il travaille sur le scénario de la 4ème saison de la série Professeur Balthazar.
En 1979, il quitte Zagreb Film et part fonder le département animation de Croatia Film.
En 1986, il réalise son premier long métrage d'animation Peter et la Forêt magique, et sa suite Čarobnjakov šešir en 1990. En 1997, il réalise son troisième long-métrage d'animation, Lapitch, le petit cordonnier, d'après le roman d'Ivana Brlić-Mažuranić, qui devient le film croate le plus vu au cinéma.
Dans la foulée du succès de son troisième long-métrage, Milan Blažeković réalise Poštujte naše znakove, une série de courts-métrages sur la sécurité routière reprenant les personnages de Lapitch, le petit cordonnier.
En 2000, il quitte Croatia Film pour retourner à Zagreb film et réalise un quatrième long-métrage inachevé intitulé Priče iz davnine et ainsi qu'un court-métrage zeko i potočić en 2009.
Le 30 mai 2019, Milan Blažeković s'éteint à l'âge de 78 ans à Zagreb.

## Filmographie

### Réalisateur
- 1968 : La Danse du gorille (Ples gorilla)
- 1971 : L'homme qui devait chanter (Covjek koji je morao pjevati)
- 1973 : Ljuljačka
- 1976 : Ouverture 2012
- 1980 : Palčić
- 1986 : Peter et la Forêt magique (Čudesna šuma)
- 1990 : Čarobnjakov šešir
- 1997 : Lapitch, le petit cordonnier (Čudnovate zgode šegrta Hlapića)
- 1998 : Poštujte naše znakove
- 2009 : Zeko i potočić

### Animateur
- 1960 : Slučajeva
- 1962 : Inspektor Maska
- 1964 : I opet twist
- 1968 : La Danse du gorille (Ples gorilla)
- 1971 : L'homme qui devait chanter (Covjek koji je morao pjevati)
- 1973 : Ljuljačka
- 1976 : Ouverture 2012
- 1986 : Peter et la Forêt magique (Čudesna šuma)
- 1990 : Čarobnjakov šešir

### Scénariste
- 1978 : Professeur Balthazar